# Самоделкин, Виктор Михайлович
Ви́ктор Миха́йлович Самоде́лкин (29 августа 1921, Труфакинцы, Вятская губерния — 1999, Киров) — участник Великой Отечественной войны, командир эскадрильи 130-го гвардейского штурмового авиационного полка 7-й гвардейской штурмовой авиационной дивизии 3-го гвардейского штурмового авиационного корпуса 5-й воздушной армии 2-го Украинского фронта. Полковник. Герой Советского Союза.

## Биография
Родился 29 августа 1921 года в деревне Исаковцы ныне Нагорского района Кировской области в семье крестьянина. Русский. Окончил 8 классов и аэроклуб. В 1939 году поступил в Пермскую военную авиационную школу пилотов, которую окончил в 1940 году. Службу в ВВС младший лейтенант Самоделкин начал проходить в должности пилота 1-й авиационной эскадрильи 136-го легкобомбардировочного авиационного полка 19-й авиационной дивизии в составе Киевского особого военного округа (аэродром Белая Церковь). Летал на самолёте СБ.

### Во время войны
Участник Великой Отечественной войны с 22 июня 1941 года. Первый боевой вылет совершил 29 июня 1941 года с аэродрома Шепетовка. Самоделкин 17 сентября 1941 года, выполняя боевое задание, нанёс точный удар по зданиям в Житомире, где в это время проходило совещание командиров авиационных частей Люфтваффе. Было убито и тяжело ранено более 100 высокопоставленных гитлеровцев. За этот вылет командир экипажа был награждён орденом Красной Звезды.
Переучился на новый самолёт Ил-2, на котором прошёл всю войну в составе 230-го штурмового авиационного полка. К моменту представления к первой награде — ордену Красной Звезды (01.11.1941 года), на счету у Виктора Михайловича уже 27 боевых ночных вылетов и он считался уже одним из лучших лётчиков полка.
Исполнял обязанности старшего лётчика, заместителя командира эскадрильи. Воевал в должности командира эскадрильи 130-го гвардейского штурмового авиационного полка (7-я гвардейская штурмовая Дебреценская Краснознаменная авиационная дивизия, 3-й гвардейский штурмовой Смоленско-Будапештский Краснознамённый авиационный корпус. Участвовал в боях за освобождение Украины, Молдавии, Венгрии. К январю 1945 года совершил 119 боевых вылетов на штурмовку живой силы и техники противника и был представлен к званию Героя Советского Союза.
Указом Президиума Верховного Совета СССР 15 мая 1946 года за образцовое выполнение боевых заданий командования и проявленные при этом мужество и героизм гвардии капитану Самоделкину Виктору Михайловичу присвоено звание Героя Советского Союза с вручением ордена Ленина и медали «Золотая Звезда» (№ 6903).
Принимал личное участие в операциях и битвах:
- операция «Искра» (операция по прорыву блокады Ленинграда), с 24 декабря 1942 года по 26 марта 1943 года;
- Великолукская операция с 24 ноября 1942 года по 20 января 1943 года;
- Ржевско-Вяземская операция с 2 марта 1943 года по 31 марта 1943 года;
- Орловская стратегическая наступательная операция «Кутузов» с 12 июля 1943 года по 18 августа 1943 года;
- Смоленская стратегическая наступательная операция «Суворов» с 7 августа 1943 года по 2 октября 1943 года:
  - Спас-Деменская наступательная операция с 7 августа 1943 года по 20 августа 1943 года;
  - Ельнинско-Дорогобужская наступательная операция с 28 августа 1943 года по 6 сентября 1943 года;
  - Смоленско-Рославльская операция с 15 сентября 1943 года по 2 октября 1943 года;
- Наступательная операция на Оршанском направлении, с 12 октября 1943 года по 2 декабря 1943 года;
- Ясско-Кишинёвская операция с 20 августа 1944 года по 29 августа 1944 года;
- Дебреценская операция с 6 октября 1944 года по 28 октября 1944 года;
- Бухарестско-Арадская наступательная операция с 30 августа 1944 года по 3 октября 1944 года;
- Будапештская стратегическая наступательная операция с 29 октября 1944 года по 13 февраля 1945 года:
  - Кечкемет-Будапештская наступательная операция с 19 октября 1944 года по 10 декабря 1944 года;
  - Сольнок-Будапештская наступательная операция с 19 октября 1944 года по 10 декабря 1944 года;
  - Ньиредьхаза-Мишкольцкая наступательная операция с 1 ноября 1944 года по 31 декабря 1944 года;
  - Эстергом-Комарновская наступательная операция с 20 декабря 1944 года по 15 января 1945 года;
  - штурм Будапешта с 27 декабря 1944 года по 13 февраля 1945 года;
- Венская стратегическая наступательная операция с 13 марта 1945 года по 15 апреля 1945 года:
  - Дьерская наступательная операция с 13 марта 1945 года по 4 апреля 1945 года;
- Пражская наступательная операция с 6 мая 1945 года по 11 мая 1945 года:
  - Йиглаво-Бенешовская наступательная операция с 6 мая 1945 года по 11 мая 1945 года;
- Банска-Быстрицская наступательная операция с 16 февраля 1945 года по 8 мая 1945 года;
- Братиславско-Брновская наступательная операция с 25 марта 1945 года по 5 мая 1945 года.

Всего за годы войны выполнил 211 боевых вылетов, в которых уничтожил 20 танков, 10 полевых орудий, 9 орудий зенитной артиллерии, 95 автомашин, 70 вагонов, 1 паровоз, подавил огонь 11 зенитных батарей и истребил большое количество живой силы врага. В воздушных боях на своём Ил-2 сбил шесть самолётов противника. Последний боевой вылет совершил под Веной и Братиславой.

### После войны
После войны продолжал службу в ВВС. В 1954 окончил Лётно-тактические курсы усовершенствования командного состава. Переучился на новую технику — реактивные самолёты. С должности командира полка в 1958 году полковник Самоделкин ушел в запас. Проживал в Кирове. Умер в 1999 году.

## Награды
- Медаль «Золотая Звезда» (№ 6903, 15.05.1946)[2];
- орден Ленина (15.05.1946)[2];
- орден Красного Знамени (01.06.1945)[3];
- орден Красного Знамени (09.08.1944)[4];
- орден Александра Невского (25.04.1945)[5];
- орден Отечественной войны 1-й степени;
- орден Отечественной войны 2-й степени (28.10.1943)[6]
- Орден Красной Звезды (06.11.1941)[7];
- орден Красной Звезды;
- медали.

## Память
- Имя Героя увековечено на мемориальной доске в память Героя Великой Отечественной войны в городе Кирове[8]. На доме, где жил Герой (улица Маршала И. С. Конева, 13), в 1999 году была установлена мемориальная доска[9].